# Germania (linie lotnicze)
Germania – nieistniejąca niemiecka linia lotnicza z siedzibą w Berlinie. Głównym węzłem był port lotniczy Berlin-Tegel. W lutym 2019 przewoźnik ogłosił upadłość.

## Flota
W lipcu 2015 flota składała się z 22 maszyn:
- Airbus A319 (7)
- Airbus A321 (5)
- Boeing 737 (10)

Średni wiek floty wynosił 11,3 lat.